# Billete de quinientos dólares estadounidense
El Billete de quinientos dólares estadounidense es una moneda de alta denominación (es decir, billetes con un valor nominal negociable de $ 500 o más) se ha usado en los Estados Unidos desde finales del siglo XX. Este dinero particular fue impreso en 1928, y lleva el retrato de William McKinley, 25º Pte. de Estados Unidos. Hoy se conservan muy pocos billetes de estos, por lo que los coleccionistas pagan miles de dólares por ellos. Lo curioso es que sigue siendo moneda de curso legal, por lo que también es posible usarlos para pagar en los comercios, ocupando el octavo lugar en denominaciones de billetes de dólares.

## Billetes de alta denominación de Estados Unidos
La Colección Numismática Nacional en la Smithsonian Institution contiene (entre otras cosas) los cuños certificados y la colección de la Oficina de Grabado e Impresión (BEP) del Departamento del Tesoro de los Estados Unidos. Usando una combinación de pruebas y pagarés emitidos, se compiló un conjunto de tipos casi completo de la moneda de alta denominación. Es notable la ausencia de varios tipos de compuestos y notas de giro. Impresos durante la primera mitad de la década de 1860 en papel muy delgado, estas notas de alta denominación son prácticamente inexistentes. Su emisión (1861-1865) es anterior a que el BEP asumiera la responsabilidad sobre la moneda de EE. UU. (1870), por lo que es un hecho afortunado que existan pruebas en los archivos actuales.
| Valor | Tipo | Series    | Fr.            | Imagen | Retrato/grabado | Comentarios                                  |
| ----- | ---- | --------- | -------------- | --- | --- | -------------------------------------------- |
| $500  | LT   | 1862–1863 | Fr.183c        | $500 Legal Tender note, Series 1862–63, Fr.183c, depicting Albert Gallatin.                                                                                | Albert Gallatin | 4 conocidas (variedades) 7 conocidos (tipos) |
| $500  | LT   | 1869      | Fr.184         | $500 Legal Tender note, Series 1869, Fr.184, depicting John Quincy Adams.                                                                                  | John Quincy Adams (Charles Burt) Justice (Stephen A. Schoff)                                                                                         | 4 conocidos (solo uno privadamente)          |
| $500  | LT   | 1874–1878 | Fr.185b        | $500 Legal Tender note, Series 1874–78, Fr.185b, depicting Joseph Mansfield.                                                                               | Joseph Mansfield (Charles Burt) Victory (Charles Burt)                                                                                               |                                              |
| $500  | LT   | 1880      | Fr.185l        | $500 Legal Tender note, Series 1880, Fr.185l, depicting Joseph Mansfield.                                                                                  | Joseph Mansfield (Charles Burt) Victory (Charles Burt)                                                                                               | 5 conocidas (variedades)                     |
| $500  | CITN | 1864      | Fr.194a Proof  | $500 Compound Interest Treasury Note, Series 1864, Fr.194a, depicting a soldier and a ship.                                                                | Standard Bearer (izquierda) (George D. Baldwin) Velero New Ironsides (derecha) (James Smillie)                                                       | Desconocido                                  |
| $500  | SC   | 1878      | Fr.345a        | $500 Silver Certificate, Series 1878, Fr.345a, depicting Charles Sumner                                                                                    | Charles Sumner (Charles Burt) | Único (variedad y tipo)                      |
| $500  | SC   | 1880      | Fr.345c        | $500 Silver Certificate, Series 1880, Fr.345c, depicting Charles Sumner                                                                                    | Charles Sumner (Charles Burt) | 5 conocidas (variedades) 7 conocidos (tipos) |
| $500  | TN   | 1891      | Fr.(?) Proof   | $500 Treasury note (1890–91) proof, Series 1891, unreported Friedberg number, depicting William Tecumseh Sherman.                                          | William Tecumseh Sherman | None issued                                  |
| $500  | NBN  | 1865–1875 | Fr.464         | $500 National Bank Note, Original Series, Fr.464, vignette depicting Civilization; Sirius arriving in New York (obv); Surrender of General Burgoyne (rev). | Civilization (izquierda) (James D. Smillie) El vapor Sirius arribando a Nueva York (derecha) Rendición del general Burgoyne (rev) (Frederick Girsch) | 2 conocidas (variedades) 3 conocidos (tipo)  |
| $500  | FRN  | 1918      | Fr.1132d       | $500 Federal Reserve Note, Series 1918, Fr.1132d, depicting John Marshal.                                                                                  | John Marshall (Charles Schlecht) de Soto descubriendo el Mississippi (rev) (Frederick Girsch)                                                        |                                              |
| $500  | GC   | 1863      | Fr.1166d Proof | $500 Gold Certificate, Series 1865, Fr.1166d, with a vignette of an eagle and shield (izquierda).                                                          | Águila con escudo o E Pluribus Unum (Charles Skinner)                                                                                                | Desconocido                                  |
| $500  | GC   | 1870–1875 | Fr.1166i       | $500 Gold Certificate, Series 1870, Fr.1166i, depicting Abraham Lincoln                                                                                    | Abraham Lincoln (Charles Burt) | Único                                        |
| $500  | GC   | 1882–1922 | Fr.1216a       | $500 Gold Certificate, Series 1882, Fr.1216a, depicting Abraham Lincoln                                                                                    | Abraham Lincoln (Charles Burt) |                                              |
| $500  | FRN  | 1928–1934 | Fr.2200g       | $500 Federal Reserve Note, Series 1928, Fr.2200g, depicting William McKinley.                                                                              | William McKinley (John Eissler) |                                              |
| $500  | GC   | 1928      | Fr.2407        | $500 Gold Certificate, Series 1928, Fr.2407, depicting William McKinley.                                                                                   | William McKinley (John Eissler) |                                              |

## Véase  también
- Anexo:Billetes de Estados Unidos

- Datos: Q22249708
- Multimedia: 500 United States dollar banknotes / Q22249708